# 미와정 (히로시마현)
미와정(双三郡)은 히로시마현의 중동부에 있던 정으로 후타미군에 속했다. 2004년 4월 1일에 미요시시와 고누군 구누정, 후타미군의 전 6정촌이 합병(신설합병)하여 새로운 미요시시가 설치되고 소멸하였다.

## 역사
- 1889년 4월 1일 - 정촌제 시행에 의해 미요시군 이타키촌, 세라군 우에다촌이 성립하였다.
- 1898년 11월 7일 - 세라군 우에다촌이 세라군 가미야마촌으로 개칭되었다.
- 1898년 10월 1일 - 군 통합으로 후타미군이 성립하였다.
- 1955년 3월 31일 - 세라군 가미야마촌, 후타미군 이타키촌이 합병(신설합병)해 미와정이 성립하였다.
- 1955년 11월 3일 - 후타미군 가와니시촌 아리보의 일부를 편입하였다.
- 1958년 4월 1일 - 미요시시 아리보정의 일부를 편입하였다.
- 2004년 4월 1일 - 미요시시와 고누군 고누정, 후타미군의 전정촌의 합병(신설합병)에 의해 새롭게 미요시시가 되어 소멸하였다.

## 교통

### 도로
- 국도 제375호선 (일본)(일본어판)